# Loubna Serraj
Loubna Serraj, née en 1979, est une éditrice, chroniqueuse radio, blogueuse et romancière marocaine.

## Biographie
Née en 1979,, elle effectue des études en marketing de 1997 à 2001, et est notamment diplômée d’un Master Spécialisé Finances à l’Institut supérieur de commerce et d'administration des entreprises  (ISCAE) en 2008. Puis, elle travaille pour différentes entreprises dans le marketing et la communication.
Elle devient ensuite éditrice et chroniqueuse radio. Elle tient également un blog littéraire et sur des sujets d'actualité.
Romancière, elle publie début 2020 (au Maroc)  un roman Pourvu qu’il soit de bonne humeur qui aborde le sujet de la violence conjugale, et obtient le Prix Orange du Livre en Afrique, attribué par un jury présidé par Véronique Tadjo,,. D'autres romans suivent, notamment Effacer, évoquant la condition féminine, ainsi que l'homosexualité féminine.